# チョ・ヒョンチョル
チョ・ヒョンチョル（朝: 조현철、1986年12月24日 - ）は、韓国の俳優、映画監督。マネジメントｍｍｍ所属。

## 出演作品

### 映画
- 로보트 Robot（2007年）
- 척추측만 love in the time of allergy（2009年）
- 통로 Tongro（2009年）
- 잠복기 Incubation Period（2010年）
- 두근두근 영춘권 Pit-a-Pat Wing Chun（2010年） - ヒョンチョル 役
- 11月（2011年）
- 建築学概論（2012年） - ドング 役
- 가족 영화 All about My Family（2012年）
- 영아 Yeonga（2012年）
- 아누크의 전설 Legend of Anuk（2012年）
- 유도리 You Have to Decide（2012年） - ヒョンチョル 役
- 남양주는 모른다 Boiler（2012年）
- 이름들 Names（2013年）
- 9월이 지나면 When September Ends（2013年）
- ソウル熱愛「뎀프시롤:참회록 Dempseyroll: confessions」（2014年） - ビョング 役
- 라오스 Laos: In the Warmest Country（2014年） - ヒョンチョル 役
- アレルギー（2014年）

- コインロッカーの女（2015年） - ホンジュ 役
- トンネル 闇に鎖された男（2016年） - 新米隊員 役
- MASTER/マスター（2016年） - 眼鏡男 役
- 언니가 죽었다 My Sister Is Dead（2016年） - ハヌル 役
- 初めての行程（2017年） - スヒョン 役
- 영시 Young Poem（2018年）
- 국경의 왕 The King of the Border（2019年） - ドンチョル 役

- 魔法のようなロマンス（2019年） - ヨンファ 役
- マルモイ ことばあつめ（2019年） - パク・ポンドゥ 役

- サムジンカンパニー1995（2020年） - チェ・ドンス 役
- 偽りの隣人 ある諜報員の告白（2020年） - ヨンチョル 役
- 맛있는 영화 Tasty Ending「나이트 크루징 Night Cruising」（2021年） - フニ 役
- ボゴタ : 彷徨いの地（2024年） - ジェウン 役
- ダーティ・マネー（2024年） - パク・ジョンフン 役

### ドラマ
- アルゴン（2017年、TvN） - ホ・ジョンテ 役
- アルハンブラ宮殿の思い出（2018 - 2019年、TvN） - チェ・ヤンジュ 役
- ホテルデルーナ（2019年、TvN） - サンチェス 役
- みんなの嘘（2019年、OCN） - パク・ソンジェ 役 ※特別出演
- D.P. -脱走兵追跡官-（2021年、Netflix） - チョ・ソクポン 役
- 調査官ク・ギョンイ（2021年、JTBC） - オ・ギョンス 役
- エマ（2025年、Netflix） - クァク・イヌ 役

### ミュージックビデオ
- ヤン・ダイル「Don’t Leave」（2016年）
- Mad Clown「LOVE IS A DOG FROM HELL」（2017年）

## 監督作品

### 映画
- 척추측만 Love in the Time of Allergy（2009年）
- ソウル熱愛「뎀프시롤:참회록 Dempseyroll: confessions」（2014年） - チョン・ヒョッキとの共同監督
- 로보트:리바이벌 Robot Revival（2015年）
- 私のボクサー（2019年） ※脚本のみ
- 君と私（2024年）

## 受賞歴
- 第36回 ソウル独立映画祭 - 審査委員特別言及（2010年、『척추측만 Love in the Time of Allergy』）[2]
- 第4回  Great Short Film Festival  - KT&G金冠賞（2010年、『척추측만 Love in the Time of Allergy』）[3]
- 第23回 富川国際ファンタスティック映画祭 - コリアンファンタスティック 長編主演男優賞（2019年、『영화로운 나날 Film Adventure』）[4]
- 第20回 ディレクターズ・カット・アワード - シリーズ部門 今年の新人男優賞（2022年、『D.P. -脱走兵追跡官-』）[5]
- 第58回 百想芸術大賞 - TV部門 男優助演賞（2022年、『D.P. -脱走兵追跡官-』）[6]